# François Maurice
Pour les articles homonymes, voir Maurice.
François Maurice est un architecte suisse, né à Genève le 8 juin 1925 et mort le 10 février 2019. La richesse et grande qualité de son œuvre lui valent de compter parmi les plus importants représentants de l’architecture genevoise de la seconde moitié du XXe siècle.

## Biographie
François Maurice étudie à l’École d’architecture de l’Université de Genève, dont il est diplômé en 1951. De 1954 – 1966 il participe à l’« Atelier d’architectes », puis s’associe à Louis Parmelin (1967-1982) et, dès 1985, collabore avec Jean-Marc Comte et Othmar Thurnherr.
Influencé par l’étude de grands maîtres tels que Mies van der Rohe, Maurice s’intéresse à la scène architecturale internationale et pratique la rationalité du plan ainsi que la rigueur et la clarté constructive de la composition, fondée sur une grille modulable.
Son œuvre se concentre particulièrement sur le canton et la ville de Genève. On lui doit, aux Vernets, la patinoire (1954-1959), la piscine (1958-1968), et le centre municipal de la voirie (1964-1967). À l’avenue Louis-Casaï, l’immeuble préfabriqué « Les Ailes » (1956-1959), le siège de la Société générale pour l’Industrie (SGI) (1962-1968) et l’hôtel Penta (1974-1977). Au centre-ville, il a édifié notamment les immeubles administratifs des Syndicats patronaux (1959-1966) et de la Chase Manhattan Bank (1969-1972). À Onex, l’école et la tour des Racettes, ainsi que le square d’immeubles de logement des Communailles (1971-1977) .
Il a pratiqué aussi des interventions marquantes sur du patrimoine plus ancien, comme en 1957 au château de Vincy, à Gilly ou encore à la réhabilitation du château d’Aïre.

## Sources
- Isabelle Rucki, Dorothee Huber (éd.), Architektenlexikon der Schweiz 19./20. Jahrhundert, Birkhäuser Verlag, Basel, Boston, Berlin, 1998
- Andrea Bassi (avec un texte de Bruno Marchand), François Maurice & [et] associés, Genève : Fédération des architectes suisses section Genève, 2003.
- Bruno Marchand, François Maurice : architecte, Gollion, Infolio, 2009.
- Christian Bischoff, « François Maurice et le pavillon de piscine de Cologny. Une nouvelle jeunesse pour une belle œuvre des années 1960 », Heimatschutz - Patrimoine 3/2016, pp. 44-45.